# The Times-Picayune
Die Times-Picayune ist eine US-amerikanische Tageszeitung, die in New Orleans, Louisiana, veröffentlicht wird. Ihr Name setzt sich zusammen aus der Fusion der Picayune und der Times-Democrat Zeitungen im Jahr 1914.
Der Zeitung wurde der Pulitzer-Preis 2006 für ihre Berichterstattung während des Hurrikans Katrina verliehen. Vier Mitarbeitern wurde außerdem der Pulitzer-Preis für Eilreportagen in Zusammenhang mit dem Hurrikan verliehen. Die Times-Picayune finanziert den jährlichen Edgar A. Poe Memorial Award Preis für herausragende journalistische Leistungen, der von der White House Correspondents’ Association (WHCA) vergeben wird. Der Preis ist benannt nach dem Picayune-Reporter und früheren WHCA-Präsidenten Edgar A. Poe (1906–1998) und nicht nach dem US-amerikanischen Schriftsteller gleichen Namens.